# Sankt Salvator (Bad Griesbach im Rottal)
Sankt Salvator ist ein Ortsteil der  Stadt Bad Griesbach im Rottal im niederbayerischen Landkreis Passau. 

## Geographie
Sankt Salvator liegt fünf Kilometer nördlich von Bad Griesbach an der Staatsstraße 2116.

## Geschichte
Von 1309 bis 1803 bestand hier das Prämonstratenserkloster St. Salvator. In der Hofmark St. Salvator übte das Kloster auch die niedere Gerichtsbarkeit aus. Das Dorf hatte bis zur Auflösung des Klosters im Zuge der Säkularisation nur eine untergeordnete Bedeutung. Erst ab 1803 zählten auch die ehemaligen Abteigebäude sowie die ehemalige Stiftskirche zum Dorf. Im selben Jahr übernahm das Landgericht Griesbach die Gerichtsbarkeit in der Hofmark.
1805 wurde St. Salvator Sitz eines Revierförsters, der für die dem Staat anheimgefallenen ehemaligen Klosterwaldungen zuständig war. 1811 verkaufte der Fiskus die Klostergebäude an einen Privatmann. Die Abteigebäude wurden in ein Bräuhaus umfunktioniert. Ebenfalls 1811 wurde aus Teilen der Obmannschaft Rainding und Steinbach der Steuerdistrikt St. Salvator geschaffen. Die 1818 entstandene, mit dem Steuerdistrikt deckungsgleiche Gemeinde St. Salvator umfasste 28, später 29 Ortsteile.
Bis 1822 gingen weiterhin Ordenspriester ihren seelsorgerischen und schulischen Aufgaben nach. Erst danach kam es zu Problemen mit wechselnden Aushilfspriestern. In Umkehrung der früheren Verhältnisse war die ehemalige Klosterkirche nun Nebenkirche der Pfarrkirche von Uttlau.
1834 wurde St. Salvator Kurat- und Schulstelle, eine neue Schule entstand 1892. 1902 wurde die Pfarrei Sankt Salvator errichtet und der Schuldienst von der Seelsorge getrennt. Die Schule bestand bis 1969. Die Gebietsreform, die am 1. Januar 1972 in Kraft trat, brachte die Eingemeindung nach Griesbach. Die Seelsorge wird seit 1973 vom Pfarrverband Bad Griesbach versehen.

## Sehenswürdigkeiten
- Pfarrkirche St. Salvator: Die ehemalige Klosterkirche wurde nach einem Klosterbrand von 1632 bis 1645 durch den italienischen Baumeister Bartolomeo Viscardi unter Abt Michael Lantzensperger erbaut. 1703 brannte die Abtei nieder. Erst 1751 konnte die Kirche wieder fertiggestellt werden. Sie ist eine Wandpfeilerkirche mit Fresken von Franz Anton Rauscher. Die Heiligenfiguren schuf Joseph Deutschmann. Der Hochaltar aus dem Jahr 1640 wurde 1782 von ihm umgestaltet.
- Die Klosterbauten aus der Mitte des 17. Jahrhunderts gruppieren sich um einen rechteckigen Binnenhof. Der Ostflügel wurde im 19. Jahrhundert zum Teil niedergelegt. Die Südfront wird von zwei Türmchen flankiert. Das ehemalige Kloster ist in Privatbesitz und enthält 22 Ferienwohnungen.